# نقابة القديس لوقا

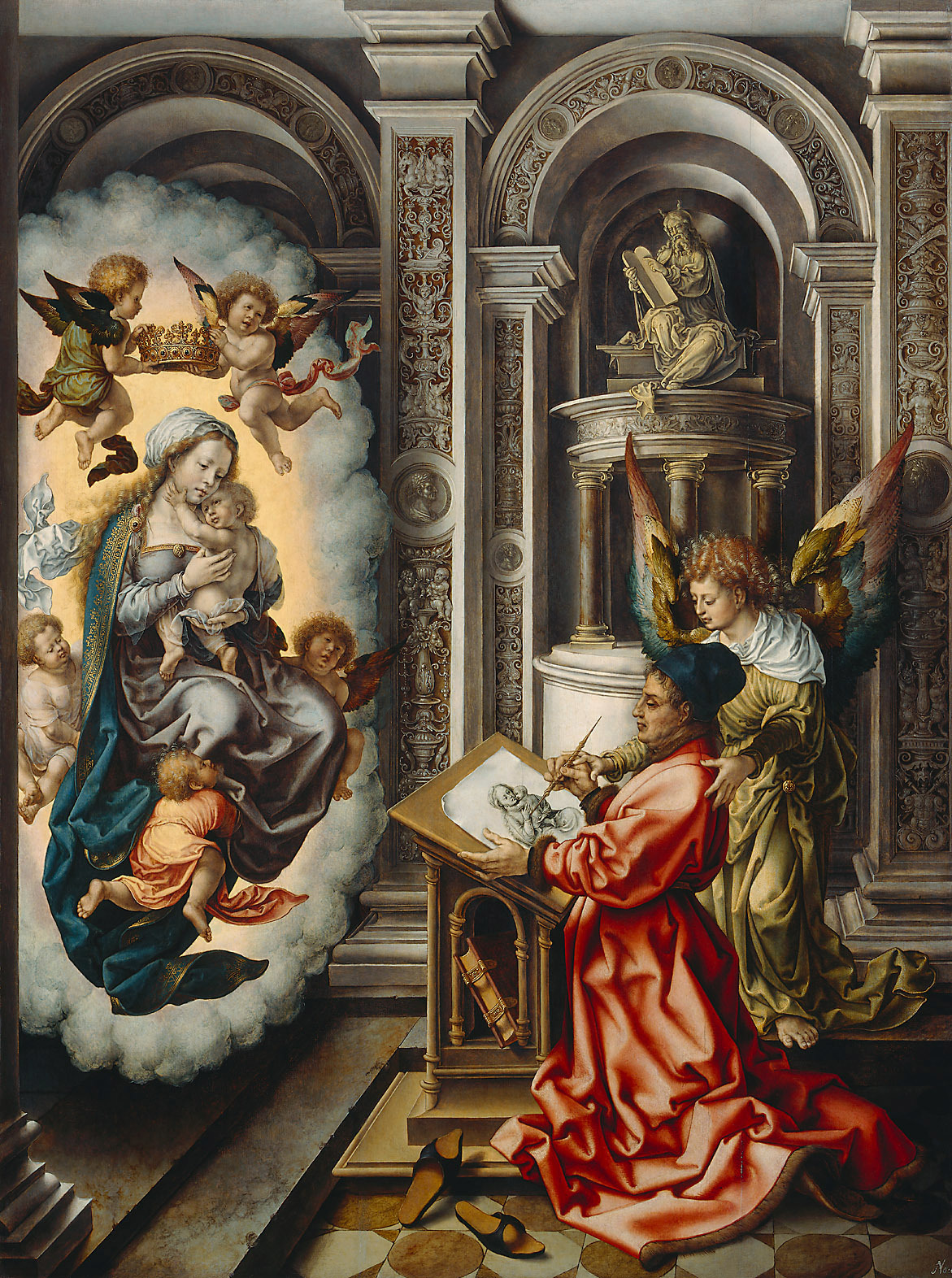
يان غوسايرت، لوحة القديس لوقا للسيدة العذراء (حوالي 1520-1525)، متحف تاريخ الفنون، فيينا.

كانت «نقابة القديس لوقا» الاسم الأكثر شيوعًا بين حرفيي الرسامين والفنانين وغيرهم في أوروبا الحديثة المبكرة، وخاصةً في البلدان المنخفضة. سُميت تكريمًا للإنجيلي لوقا، القديس شفيع الفنانين، الذي حدده يوحنا الدمشقي على أنه رسم صورة مريم العذراء.
تعد إحدى أشهر هذه المنظمات، وقد تأسست في أنتويرب. استمرت في العمل حتى عام 1795، وعلى الرغم من أنها فقدت احتكارها، ومن ثم فقدت معظم قوتها. في معظم المدن، ومن ضمنها أنتويرب، منحت الحكومة المحلية النقابة سلطة تنظيم أنواع محددة من التجارة داخل المدينة. لذلك كانت عضوية النقابة، بصفتها سائدة، مطلوبة من الفنان لتولي المتدربين أو بيع اللوحات للجمهور.
توجد قواعد مماثلة في دلفت، إذ يمكن للأعضاء فقط بيع اللوحات في المدينة أو امتلاك متجر. وضعت النقابات المبكرة في أنتويرب وبروج نموذجًا يمكن اتباعه في مدن أخرى، وكانت لديها صالة عرض خاصة أو كشك في السوق يمكن للأعضاء من طريقه بيع لوحاتهم مباشرة للجمهور.
لم تُمثل نقابة القديس لوقا الرسامين فحسب، والنحاتين، وغيرهم من الفنانين المرئيين، كانت تُمثل أيضًا -خاصة في القرن السابع عشر- التجار، والهواة، وحتى عشاق الفن (الذين يُطلق عليهم اسم عشاق). في فترة العصور الوسطى، معظم الأعضاء في معظم الأماكن على الأرجح اهتموا بتذهيب الكتب، إذ كان هؤلاء في نقابة الرسامين يعملون على الخشب والقماش، وينضمون في العديد من المدن إلى الكتبة أو «المدققين».
في هياكل النقابات التقليدية، كان رسامو المنازل والمصممون في النقابة نفسها. ومع ذلك، عندما تجمع الفنانون تحت نقابة القديس لوقا الخاصة بهم، خاصة في هولندا، تميزوا أكثر. عمومًا، أصدرت النقابات أيضًا أحكامًا بشأن النزاعات بين الفنانين والفنانين الآخرين أو عملائهم. بهذه الطرق، سيطرت على الحياة الاقتصادية لفنان يعمل في مدينة معينة، بينما كانوا في مدن مختلفة مستقلين تمامًا، وغالبًا ما ينافسون بعضهم بعضًا.

## أنتويرب
على الرغم من أنها لم تصبح مركزًا فنيًا رئيسيًا حتى القرن السادس عشر، تعد أنتويرب إحدى أولى المدن، وإن لم تكن الأولى، لتأسيس نقابة القديس لوقا. ذُكرت أول مرة عام 1382، ومنحتها المدينة امتيازات خاصة عام 1442. وجدت السجلات، والفهرسة عندما أصبح الفنانون سادة، وكان لها عميد كل عام، وذُكرت اختصاصاتهم، وأسماء كل الطلاب. ومع ذلك، في بروج، التي كانت المدينة المهيمنة على الإنتاج الفني في البلدان المنخفضة في القرن الخامس عشر، تعود أقدم قائمة معروفة لأعضاء النقابة إلى عام 1453، على الرغم من أن النقابة كانت بالتأكيد أقدم من ذلك. يجب على جميع الفنانين الانتماء إلى النقابة من أجل التدرب بأسمائهم أو بيع أعمالهم، وكانت النقابة صارمة جدًا بشأن الأنشطة الفنية التي يمكن ممارستها بوضوح التمنع الحرفي للعمل في المنطقة، ويوجد فيها أعضاء نقابات أخرى، مثل صنع النسيج، جرى تمثيلهم.

## بروج
تضمنت نقابة بروج ترتيبًا خاصًا في العصور الوسطى، وشملت صانعي السروج، ربما لأن معظم الأعضاء كانوا يرسمون تذهيب الكتب على ورق الرق، ومن ثم تَجمَع نوعًا من عمال الجلود. ربما بسبب هذا الارتباط، كانت لديهم لفترة من الوقت قاعدة أن جميع المنمنمات التي سُجلت في النقابة تحتاج إلى علامة صغيرة للتعرف على الفنان. فقط في ظل الامتيازات الخاصة، مثل فنان البلاط، يمكن للفنان ممارسة حرفته بفعالية دون الحصول على عضوية في النقابة. واجه بيتر بول روبنس موقفًا مشابهًا في القرن السابع عشر، وعندما حصل على إذن خاص من الأرشيدوق ألبرت السابع (أرشيدوق النمسا) وإيزابيلا كلارا يوجينيا ليكون فنانًا في بلاط بروكسل وعضوًا نشطًا في نقابة القديس لوقا في أنتويرب. سمحت العضوية أيضًا للأعضاء ببيع الأعمال في صالة العرض المملوكة للنقابة. أنتويرب، على سبيل المثال، افتتحت كشكًا في السوق لبيع اللوحات أمام الكاتدرائية عام 1460، وتبعتها مدينة بروج عام 1482.

## الجمهورية الهولندية
بدأت نقابات القديس لوقا في الجمهورية الهولندية بإعادة اكتشاف نفسها مع تحول المدن هناك إلى الحكم البروتستانتي، وظهرت تحركات دراماتيكية بين السكان. أعادت العديد من نقابات سانت لوك إصدار المواثيق لحماية مصالح الرسامين المحليين من تدفق المواهب الجنوبية من أماكن مثل أنتويرب وبروج.
أصبحت العديد من المدن في الجمهورية الفتية مراكز فنية أكثر أهمية في أواخر القرن السادس عشر وأوائل القرن السابع عشر. كانت أمستردام أول مدينة تعيد إصدار ميثاق القديس لوقا بعد الإصلاح عام 1579، وتضمنت الرسامين، والنحاتين، والنقاشين، وغيرها من المهن، التي تتعامل على وجه التحديد مع الفنون البصرية.
عندما استؤنفت التجارة بين الأراضي المنخفضة الإسبانية وجمهورية هولندا في أثناء هدنة اثني عشر عامًا (عام 1609)، زادت الهجرة وأعادت العديد من المدن الهولندية إصدار مواثيق النقابات، بوصفه شكلًا من أشكال الحماية ضد العدد الكبير من اللوحات التي بدأت بعبور الحدود.
على سبيل المثال، تأسست كل من خاودا وروتردام وديلفت نقابات بين عامي 1609 و 1611. في كل حالة من هذه الحالات، أزال رسامو اللوحات أنفسهم من هيكل نقابتهم التقليدية التي تضمنت رسامين آخرين، أولئك الذين عملوا في اللوحات الجدارية وفي المنازل، لصالح «نقابة القديس لوقا» المحددة. من ناحية أخرى، لم تدخل هذه الفروق حيز التنفيذ في ذلك الوقت في أمستردام أو هارلم. مع ذلك، جرت في نقابة هارلم للقديس لوقا محاولةُ التسلسل الهرمي الصارم عام 1631 مع وجود رسامي اللوحات في الأعلى، رغم رفض هذا التسلسل الهرمي في النهاية. في نقابة أترخت، التي تأسست أيضًا عام 1611، كانت القطيعة مع صانعي السروج، ولكن في عام 1644، أدى الانقسام الإضافي إلى إنشاء نقابة رسامين جديدة، تاركًا نقابة القديس لوقا مع النحاتين ونحاتي الخشب فقط. أدت خطوة مماثلة في لاهاي عام 1656 إلى مغادرة الرسامين لنقابة القديس لوقا، لتأسيسها صورة مع جميع أنواع الفنانين التشكيليين الآخرين، واستمرت النقابة لرسامي المنزل.
لم ينجح الفنانون في مدن أخرى في إنشاء نقاباتهم الخاصة بالقديس لوقا، وبقيت جزءًا من بنية النقابة الحالية (أو لم توجد). على سبيل المثال، جرت محاولة في لايدن لتأسيس نقابة عام 1610، مخصصة للرسامين، لحماية أنفسهم من بيع الأعمال الفنية للأجانب، خاصةً في مناطق دوقية برابنت والمنطقة المحيطة بأنتويرب. ومع ذلك، قاومت البلدة تقليديًا عادة النقابات عمومًا، وعرضت فقط مساعدتهم من الواردات غير القانونية. حتى عام 1648، لم توجد سوى «شبه نقابة» منظمة بنحو فضفاض مسموح بها في تلك المدينة. كانت نقابات المقر الحكومي الصغير والثري لاهاي وجارتها القريبة «دلفت»، تكافح باستمرار لمنع فنانين آخرين من التعدي على مدينتهم، وغالبًا دون نجاح. بحلول الجزء الأخير من القرن وتحقيق نوع من التوازن، أثرى رسامو بروتريه لاهاي المدينتين، وفعل رسامو النوع في ديلفت الشيء نفسه.